# مفتاح وظيفي

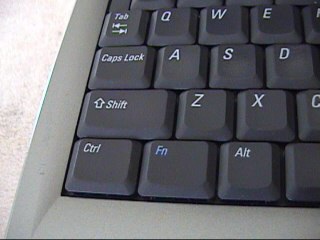
مفتاح الوظائف في جهاز حاسوب ديل إنسبيرون 1150

المفتاح الوظيفي أو مفتاح الوظائف Fn ويرمز له على لوحة المفاتيح بالحرفين Fn اختصارًا لكلمة وظيفة باللغة الإنجليزية. هو أحد مفاتيح التبديل الوظيفية الموجودة في لوحة مفاتيح الحواسيب المحمولة بشكل خاص وغالبًا في لوحات المفاتيح المنفصلة، ويستخدم بشكل أساسي لتغيير إعدادات الطرفيات المتصلة بالحاسوب مثل التحكم بالسطوع والفأرة وشدة الصوت.

## لوحات المفاتيح المدمجة
تحتفظ المنطقة الأساسية للأحرف في لوحة المفاتيح بشكلها الطبيعي وبنفس التوزيع في جميع لوحات المفاتيح فيما تنقل لوحة الأرقام لتشارك مفاتيح التوجه مما يسمح للطابعين بالتعامل مع مختلف أنواع لوحات المفاتيح دون التعلم على توزع جديد للمفاتيح. غالباً ما يرسم رمز للعملية التي تحصل عند الضغط عليه مع مفتاح الوظائف.

## تفاصيل تقنية
يعمل مفتاح الوظائف ذات طريقة المفاتيح الوظيفية جميعها، مثل مفتاح التحكم والإزاحة والجدولة وغيرهم.
يرسل المتحكم الصغري الموجود ضمن لوحة المفاتيح شيفرة الضغط رمز الفحص الخاص بالمفتاح ليعالج ضمن نظام التشغيل ويدمج مع الزر الآخر المضغوط.
ويعد مفتاح الوظائف أحد المفاتيح تبديل الموضعي المتعددة، من حيث أنه يتسبب في أن يرى نظام التشغيل رموز تتبع معدلة عند الضغط على مفاتيح أخرى على لوحة المفاتيح المضغوطة. يسمح المفتاح للوحة المفاتيح باستخدام محاكي لوحة مفاتيح كاملة الحجم، بحيث يمكن لـنظام التشغيل استخدام خرائط مفاتيح قياسية مصممة للوحة مفاتيح كاملة الحجم. بالرغم من ذلك، بسبب كون مفتاح الوظائف مدرج لاحقاً في لوحة المفاتيح، فقد لا يكون مُبرمجاً ضمن أحد أنظمة التشغيل، ليس كباقي المفاتيح الأخرى.

## تموضع مفتاح الوظائف ومفتاح التحكم
لا يوجد حتى الآن تقسيم قياسي لتموضع مفتاحي الوظائف والتحكم على لوحة المفاتيح، على الرغم من اعتماد العديد من الشركات موقعه يمين مفتاح التحكم الأيسر، وذلك بسبب الدور الكبير لمفتاح التحكم مع الحرف (س بالعربية وS بالإنجليزية) في حفظ المستندات. غالبًا ما يُنظر إلى تغيير حجمه وموضعه لملائمة المستخدمين لمفتاح التحكم الأيسر ليكون أكبر حجمًا في لوحة مفاتيح الحاسب المكتبي من شركة آي بي إم.
أغلب الحواسيب المحمولة اليوم من حواسيب ديل وHP وسامسونج تضع مفتاح الوظائف بين مفتاح ويندوز ومفتاح التحكم من الجهة اليسرى للوحة المفاتيح، ليكون المفاتيح الثاني من اليسار والأسفل على لوحة المفاتيح لهذه الحواسيب المحمولة، مما يعني أن حجم مفتاح التحكم أصغر حجماً مقارنة مع لوحات المفاتيح المكتبية.
وخلافاً لذلك، في حواسيب ثينك باد لشركة لينوفو، فيتموضع مفتاح الوظائف أقصى يسار اللوحة، ويسار مفتاح التحكم الأيسر، فيكون الأول من اليسار ويصبح مفتاح التحكم الأيسر الثاني يساراً. تختص شركة لينوفو بهذا الترتيب لحواسيبها المحمولة ثينك باد بين كل الحواسيب المحمولة التي تحمل نظام التشغيل ويندوز، وقد تقرر إضافته بهذا المكان في حواسيب اللينوفو ليوافق الوضع الليلي في لوحات التحكم وإضاءتها في الظلام، وذلك بفضل حساسين في زاويتي لوحة المفاتيح، صُممت هذه اللوحات في شركة آي بي إم عام 1992 أولًا. تجدر الإشارة إلى أنَّ حواسيب الثينك باد لم تتضمن مفتاح ويندوز حتى إصدارات عام 2006، لذلك بالرغم من إضافة مفتاح الوظائف، لم يتأثر حجم مفتاحي التحكم والتبديل الأيسَرَين. إضافة مفتاح ويندوز منذ منتصف عام 2006 أدى إلى تصغير حجم مفتاح التبديل الأيسر مع المحافظة على حجم مفتاح التحكم، مما يعني أن الحواسيب من النوع ثينك باد تحمل اليوم مفتاح تحكم أيسر أكبر من الحواسيب المحمولة للشركات الأخرى، كما أنها تحافظ على ترتيب مفاتيح التحكم والويندوز والتبديل بالشكل ذاته الموجود على أغلب لوحات المفاتيح المكتبية. العديد من الأجهزة المحمولة تضع مفتاح التحكم في موقع غير ملائم وبشكل أصغر حجمًا في الصف العلوي مع مفاتيح الوظائف (F1 ... F12) ومفاتيح الوسائط الأخرى أو مفاتيح الطاقة الخاصة بالحاسوب.